# フェロー人
フェロー人 (Føroyingar) は、フェロー諸島のゲルマン民族。フェロー人はノースおよびゲールを起源とする混成。
約2万1000人のフェロー人は近隣諸国に居住しており、特にデンマーク、アイスランド、ノルウェー。現在、ほとんどのフェロー人はデンマーク国民である。
フェロー語は、遠縁に当たるノルウェー語方言およびアイスランド語と密接に関連した西スカンディナヴィア諸語。

## 起源

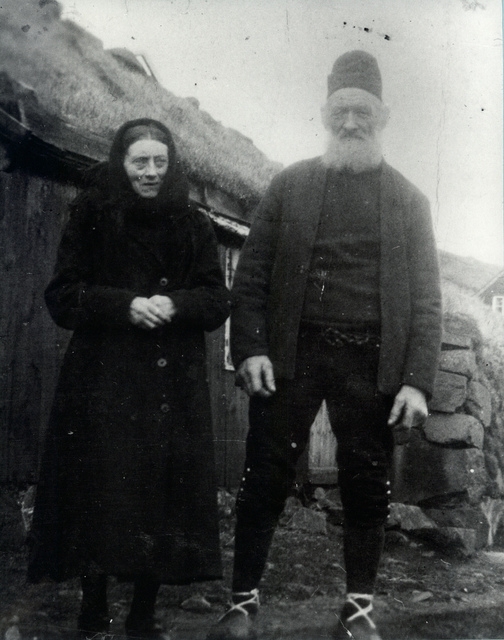
伝統的な教会の晴れ着をまとった1940年代の高齢フェロー人夫婦。

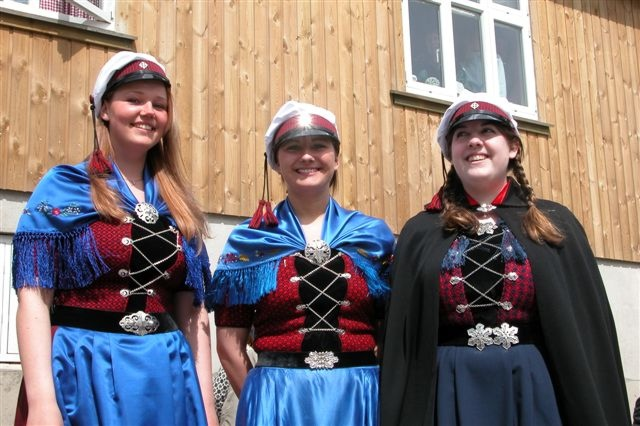
Three Faroese women wearing traditional costumes. The student caps identify them as newly graduated.

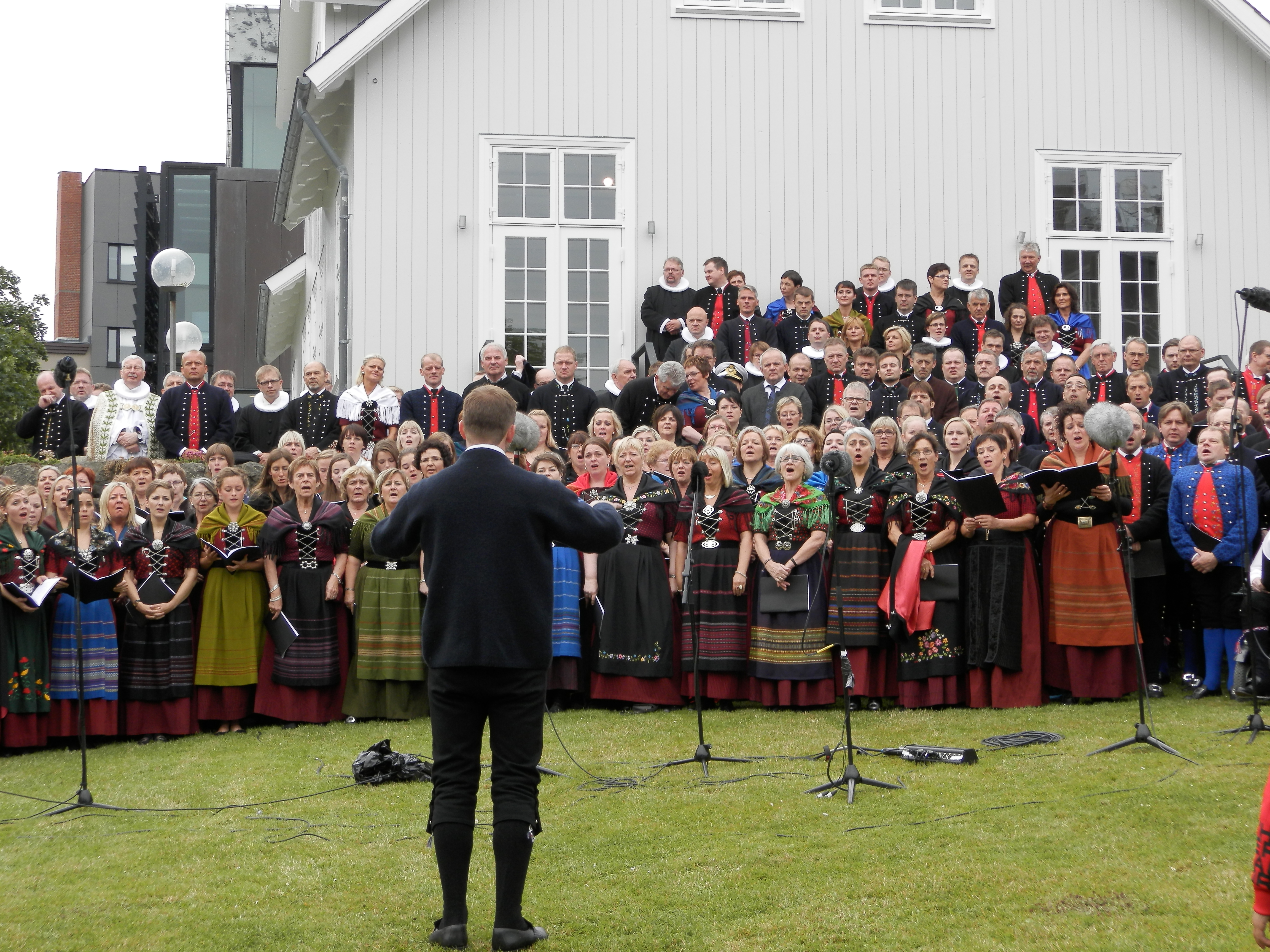
Faroese politicians, priests and choir in front of the Løgting (Parliament), Ólavsøka 2012.

最初の移住者は6世紀頃に到着したゲールの隠者ならびに僧侶である。
その後、およそ650年頃にノース＝ゲール人が到来、島々にノースの文化や言語を伝えた。与えられる余地は推定のみでこの期間についてはほとんどわかっていない。唯一の出典であるアイスランドの『フェロー諸島の人々のサガ』は早期の定住について言及している。それは大体1200年頃に書かれており、その約300年前に起きた出来事を説明している。サガによると多くのノース人はノルウェー王の政治統一に反対し、新発見した西方の陸地を含む他の国々に逃れた。
歴史家たちはヴァイキングであるグリーム・カンバンが最初のフェロー諸島移住者だったことを『フェロー諸島の人々のサガ』によって理解している。ノルウェー人はノルウェーを離れる以前から諸島について知っていた。グリーム・カンバンが早い時期に定住していた場合、ノルウェー人が諸島について知っていたことを説明できる。別のより多くの論理的な解釈に、ノルウェー人はスコットランドおよびアイルランドのゲール人により島について認識するようになっただろう。
グリームは古ノルド語の名前であり、カンバンはケルト語起源を示している。したがって、彼は既にヴァイキングの集落があったアイルランド、アウター・ヘブリディーズあるいはマン島あたりから来た人物だった。フェロー諸島最古の定住地の地名のいくつからおそらくは移住者の一部はスコットランドの島々とイギリス沿岸あたりから渡ってきたことを示唆している。
最近行われたDNA分析で、男性系統をたどることができるY染色体では約87％がスカンディナヴィア系であることを明らかにした。また、女性系統をたどるミトコンドリアDNAの研究では、約84％がケルト系であることを示している。

## 関連文献
- Arge, Símun, Guðrun Sveinbjarnardóttir, Kevin Edwards, and Paul Buckland. 2005. "Viking and Medieval Settlement in the Faroes: People, Place and Environment". Human Ecology. 33, no. 5: 597-620.